# Флэшка (фильм)
«Флэшка» — российский фильм режиссёра Георгия Шенгелии, выпущенный 23 ноября 2006 года.

## Сюжет
Андрей Игнатов живёт в огромном мегаполисе и работает в солидной финансовой компании. У него красавица жена, престижная машина, шикарный пентхаус. Жена занимает руководящую должность в той же фирме, из-за чего Андрей комплексует; работа давно не приносит ему удовольствия, но он привык и тайно строит дом у реки Унжи в далёкой деревне, чтобы когда-нибудь отвезти туда жену, и немного пожить так, как они жили прежде, когда у них не было столько денег, но были природа, рыбалка и катание на байдарках.
Однажды произошло ЧП — взорвалось заложенное на бензоколонке устройство, повредив бронированный автомобиль для перевозки денег, принадлежавший компании. Начальники фирмы решили, что это происки конкурентов, которые хотят, чтобы правоохранительные органы в процессе расследования этого преступления заинтересовались фирмой и узнали о многочисленных секретных и незаконных доходах компании. Начальство принимает решение скопировать всю информацию о незаконных доходах на флешку и удалить её на всех компьютерах, а когда шум уляжется, то снова восстановить её. Копированием информации и удалением данных на компьютерах занимаются Андрей и сисадмин Игорь Котик, после чего флешку забирает Андрей, который должен передать её своей жене Вике.
Андрей возвращается домой раньше времени и увидел, что жена изменяет ему со своим влиятельным партнёром по бизнесу. Разозлившийся Андрей скрывается с флешкой, с помощью которой можно постепенно снять со счетов огромную сумму денег. Вернувшись в офис компании и взяв Игоря якобы в заложники (а на самом деле — из опасений за его жизнь), Андрей скрывается в той самой глухой деревне, где построен его дом, в котором живёт его друг Алексей, который раньше был следователем прокуратуры и спас Андрея от несправедливого обвинения и тюрьмы.
Найдя оставленную Андреем дома таксофонную карту (анонимную) и используя связи в ФСБ, служба безопасности фирмы через базу данных телефонной сети узнаёт, что с этой карты звонили на спутниковый телефон Алексея, местонахождение его дома в сельской местности и посылает туда вооружённых сотрудников. Поняв это, Андрей признаётся другу, что похитил флешку, собирается заполучить деньги и скрыться. Алексей в гневе говорит Андрею всё, что про него думает, и уходит. Подавленный этим, Андрей решает уничтожить флешку без какой-либо выгоды для себя, но тут его останавливает вооружённый пистолетом Игорь. Выясняется, что простоватый на первый взгляд компьютерщик завербован службой безопасности фирмы, а супружеская измена Вики — часть многоступенчатого плана её и высокопоставленного сотрудника фирмы по заполучению денег.

## Актёры
| Актёр                 | Роль                                           |
| --------------------- | ---------------------------------------------- |
| Евгений Стычкин       | Игорь Котик (системный администратор компании) |
| Екатерина Гусева      | Вика Игнатова                                  |
| Илья Шакунов          | Андрей Игнатов (муж Вики)                      |
| Андрей Ташков         | Алексей                                        |
| Олег Жданов           | начальник службы безопасности                  |
| Владислав Абашин      | Саидулин                                       |
| Валентина Ананьина    | старуха в деревне Мошкино                      |
| Михаил Петухов        | специалист в доме Игоря                        |
| Юрий Осипов           | сотрудник в хранилище                          |
| Александр Василевский | Сашок                                          |
| Ростислав Бершауэр    | служащий АТС                                   |
| Владимир Нисков       | Геннадий Михайлович                            |
| Наталья Заякина       | мать Игоря                                     |

## Награды и номинации
Екатерина Гусева была номинирована в 2007 году на «Лучшая женская роль» 2 — ой Кинопремии MTV Russia Movie Awards.